# 浙江大学临床医学院
浙江大学临床医学院，或称临床医学系，属于浙江大学医学部，包括临床医学一系、临床医学二系、临床医学三系（含护理系）。是全国首批医学硕士和博士学位授予点，也是全国首批七年制医学生招生的专业之一。七年制临床医学专业实行本—硕—博的长学制择优连读的培养模式，以培养博士学位的高层次医学人才。 

## 概况
临床医学专业创建于1912年，是中国高等院校中最早建立的临床医学专业之一。现有106名教授、120名副教授，74名博士生导师、395名硕士生导师。
- 博士后流动站：临床医学
- 8个博士点：肿瘤学、外科学、内科学、眼科学等
- 27个硕士点：内科学：心血管、消化、血液、内分泌与代谢病、呼吸、风湿病、传染病学、肾病；外科学：普外、骨外、胸心外、神外、烧伤、整形；神经病学、皮肤病与性病学、眼科学、耳鼻咽喉科学、影像医学与核医学、肿瘤学、口腔医学、急诊医学、临床检验诊断学、精神病与精神卫生学